# 제49회 아카데미상
제49회 아카데미상은 1977년 3월 28일에 열린 시상식이다. LA 도로시 챈들러 파빌리온에서 개최되었으며 사회자는 리처드 프라이어, 엘런 버스틴, 제인 폰다, 워런 비티이다.

## 후보 및 수상

### 작품상
- 록키 - 어윈 윙클러 수상
- 모두가 대통령의 사람들 - Walter Coblenz
- 바운드 포 글로리 - Robert F. Blumofe
- 네트워크 - 하워드 갓프리드
- 택시 드라이버 - Michael Phillips

### 남우주연상
- 네트워크 - 피터 핀치 수상
- 네트워크 - 윌리엄 홀든
- Pasqualino Settebellezze - 지안카를로 지아니니
- 록키 - 실베스타 스탤론
- 택시 드라이버 - 로버트 드 니로

### 여우주연상
- 네트워크 - 페이 더너웨이 수상
- 고독한 여심 - 리브 울만
- 캐리 - 씨씨 스페이식
- 사촌들 - 마리-크리스틴 바롤트
- 록키 - 탈리아 샤이어

### 남우조연상
- 모두가 대통령의 사람들 - 제이슨 로바즈 수상
- 마라톤 맨 - 로렌스 올리비에
- 네트워크 - 네드 비티
- 록키 - 버제스 메러디스
- 록키 - 버트 영

### 여우조연상
- 네트워크 - 베아트리스 스트레이트 수상
- 모두가 대통령의 사람들 - 제인 알렉산더
- 캐리 - 파이퍼 로리
- 택시 드라이버 - 조디 포스터
- 세인트 루이스호의 대학살 - 리 그랜트

### 감독상
- 록키 - 존 G. 아빌드센 수상
- 모두가 대통령의 사람들 - 앨런 J. 파큘라
- 고독한 여심 - 잉그마르 베르히만
- 네트워크 - 시드니 루멧
- Pasqualino Settebellezze - 리나 베르트뮬러

### 각본상
- 네트워크 - Paddy Chayefsky 수상
- 록키 - 실베스터 스탤론

### 각색상
- 모두가 대통령의 사람들 - 윌리엄 골드먼 수상

### 촬영상
- 바운드 포 글로리 - 하스켈 웩슬러 수상

### 편집상
- 록키 - 리처드 헐시 수상

### 미술상
- 모두가 대통령의 사람들 - 조지 젠킨스 수상

### 의상상
- 카사노바 - Danilo Donati 수상

### 음악상
- 오멘 - 제리 골드스미스 수상
- 록키 - 빌 콘티

### 주제가상
- 스타 탄생 - 바브라 스트라이샌드 수상

### 음향믹싱상
- 모두가 대통령의 사람들 - Arthur Piantadosi 수상
- 록키

### 외국어영화상
- 코트디부아르 : Ivory Coast 수상

### 단편애니메이션상
- Leisure - Suzanne Baker 수상

### 단편영화상
- In the Region of Ice - Andre R. Guttfreund 수상

### 장편다큐멘터리상
- Harlan County, U.S.A. - Barbara Kopple 수상

### 단편다큐멘터리상
- Number Our Days - Lynne Littman 수상

### 어빙 탤버그 상
- Pandro S. Berman 수상

### 음악스코어링상
- 바운드 포 글로리 - Leonard Rosenman 수상

## 같이 보기
- 제34회 골든 글로브상
- 제30회 영국 아카데미 영화상